# باول لورانس فاربر
باول لورانس فاربر (بالإنجليزية: Paul Lawrence Farber)‏ هو مؤرخ أمريكي، ولد في 1944.